# Pheriche
Pheriche (Nepali फेरिचे) ist ein Dorf in der Region Khumbu im Osten Nepals. Es liegt im Sagarmatha-Nationalpark auf einer Höhe von etwa 4371 m. Pheriche ist eine Station auf dem Mount Everest Trek zwischen Namche Bazar und dem Mount Everest Base Camp und ist ein beliebter Zwischenstopp für Trekker und Bergsteiger zur Akklimatisierung an die Höhe.

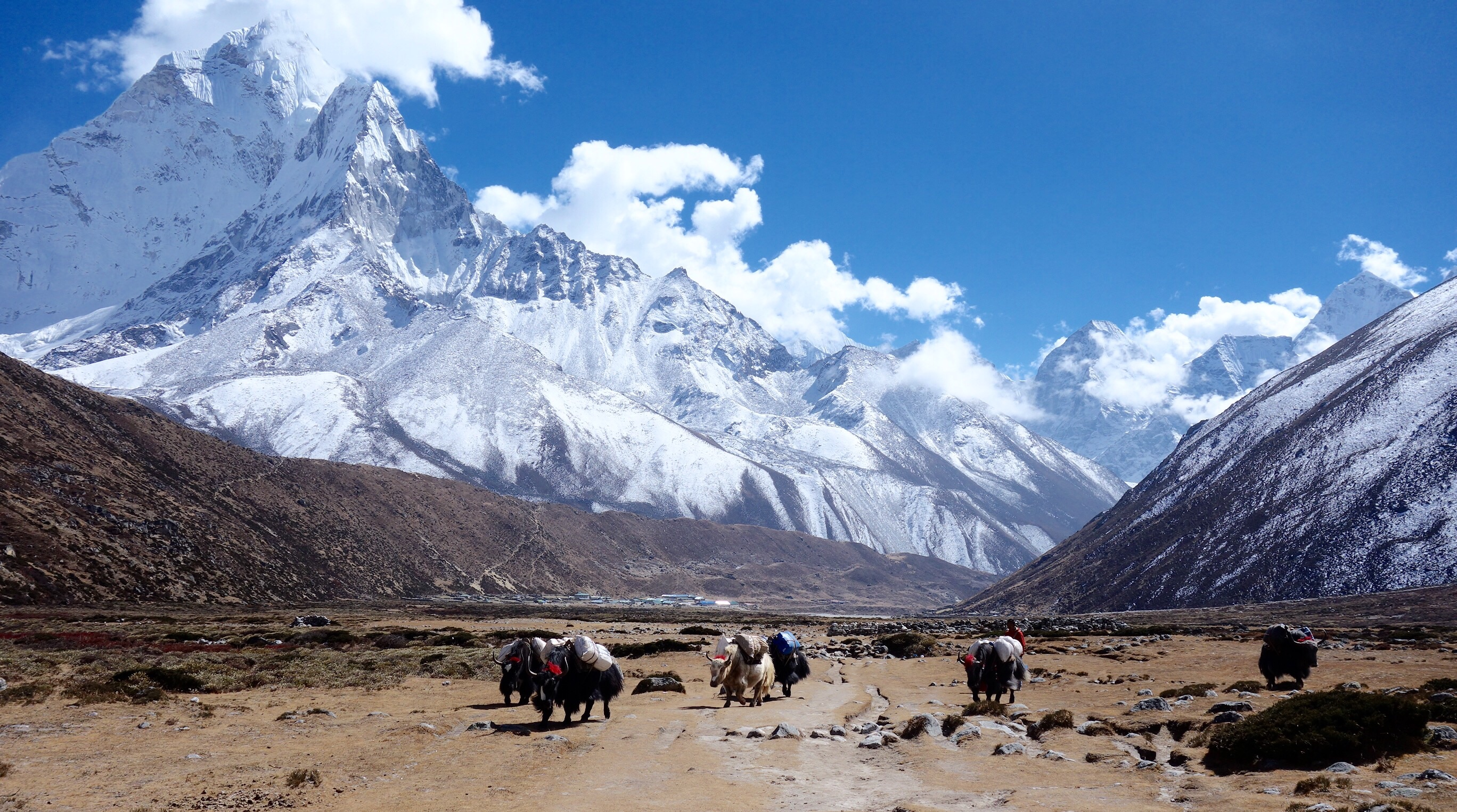
Yaks bei Pheriche mit Ama Dablam im Hintergrund

Pheriche war ein traditionelles Dorf von Bergbauern, die sich auf den Anbau von Kartoffeln und Buchweizen sowie der Haltung von Yaks konzentrierten. Heute hat sich der Ort stark an den Trekkingtourismus angepasst. Es gibt mehrere Lodges und viele Einheimische arbeiten als Bergführer oder Träger.
In Pheriche gibt es mit dem Pheriche Aid Post ein rudimentäres Krankenhaus, das von der Himalayan Rescue Association (HRA) mit Sitz in Kathmandu betrieben wird.  Seine Ursprünge gehen auf das Jahr 1973 zurück. Später wurde die Erforschung der Höhenkrankheit ein Schwerpunkt der Station. Es gilt als das höchstgelegene Krankenhaus der Welt. Nach dem verheerenden Erdbeben in Nepal im April 2015 war auch Pheriche schwer beschädigt und das Krankenhaus war an der Erstversorgung der Verletzten aus dem Everest Base Camp beteiligt.